# Actopan, Morelos
Actopan är en ort i Mexiko.   Den ligger i kommunen Tetecala och delstaten Morelos, i den sydöstra delen av landet, 80 km söder om huvudstaden Mexico City. Actopan ligger 984 meter över havet och antalet invånare är 236.
Terrängen runt Actopan är kuperad västerut, men österut är den platt. Actopan ligger nere i en dal. Runt Actopan är det ganska tätbefolkat, med 129 invånare per kvadratkilometer. Närmaste större samhälle är Puente de Ixtla, 16,0 km sydost om Actopan. I omgivningarna runt Actopan växer huvudsakligen savannskog.